# 가네가후치역
가네가후치역(일본어: 鐘ヶ淵駅, かねがふちえき)은 일본 도쿄도 스미다구에 있는 도부 철도 이세사키 선 역이다. 스미다 구의 최북단 역이다. 역 번호는 TS 06이다.

## 역사
- 1902년 4월 1일: 영업 개시.
- 2003년: 구내 배선 개량.
- 2012년
  - 3월 17일: TS 06의 역 번호 도입.
  - 9월 27일: 발차 멜로디를 도입.

## 역 구조
상대식 승강장 2면 4선의 지상역이다.
승강장 유효 길이는 10량 편성에 대응하지만, 도쿄 지하철 한조몬 선과 도큐 덴엔토시 선 직통 열차는 통과한다. 승강장이 크게 굽어 있어 열차와 승강장 사이가 넓은 부분이 있다.
승강장 사이에는 중선이 부설되어 있지만, 한조몬 선과 도큐 덴엔토시 선과의 직통 운전 개시에 있어서 통과 열차용의 본선과 정차용 부본선을 갖는데 이는 신칸센 중간역에서 많이 나타난다. 구내 배선에 개량되었다. 본 역을 통과하는 열차는 추월의 유무에 관계 없이 통과선을 경유한다. 단, 역 구내의 곡선 반경은 작고 통과선 측이 분기기의 분기선을 사용할 곳이 있어 통과선을 경유하는 열차라도 속도 제한 45km/h의 제한을 받는다. 또, 구내 통과 시 차내의 흔들림이 큰 것을 방지하기 위해 주로 한조몬 선과 도큐 덴엔토시 선 직통 전철에서는 당역 부근을 통과할 때, 입석 손님에 대한 난간, 손잡이 등에 잡히도록 주의를 환기하는 안내 방송이 이루어지는 경우가 있다.
하행 승강장 측에 보선 기지가 있다.
개찰 내에 상하행선 승강장 사이의 연결 통로는 없다.
화장실은 하행선 쪽 개찰구 부근과 상행선 승강장 중앙에 있고 모두 개찰 내에 설치되어 있다. 하행선 쪽에는 유니버설 디자인의 일환으로 휠체어나 장루 설치 환자의 이용에 대응한 다용도 화장실도 병설되어 있다.

### 승강장
| 번호 | 노선                 | 방향 | 행선                                                                                   |
| ---- | -------------------- | ---- | -------------------------------------------------------------------------------------- |
| 1    | 도부 스카이트리 라인 | 하행 | 기타센주・신코시가야・도부 도부쓰코엔・ 이세사키 선 구키・ 닛코 선 미나미쿠리하시 방면 |
| 2    | 도부 스카이트리 라인 | 상행 | 히키후네・도쿄 스카이트리・아사쿠사 방면                                               |

## 역 주변
- 아라카와강
- 스미다강
- 스이진 대교
- 히가시시라히게 공원
- 스미다가와 신사
- 모쿠보지 절
- 엔토쿠지 절
- 도쿄 도 사회 복귀 요법 병원
- 스미다 구청 스미다 2초메 출장소
- 스미다니 우편국

## 사진

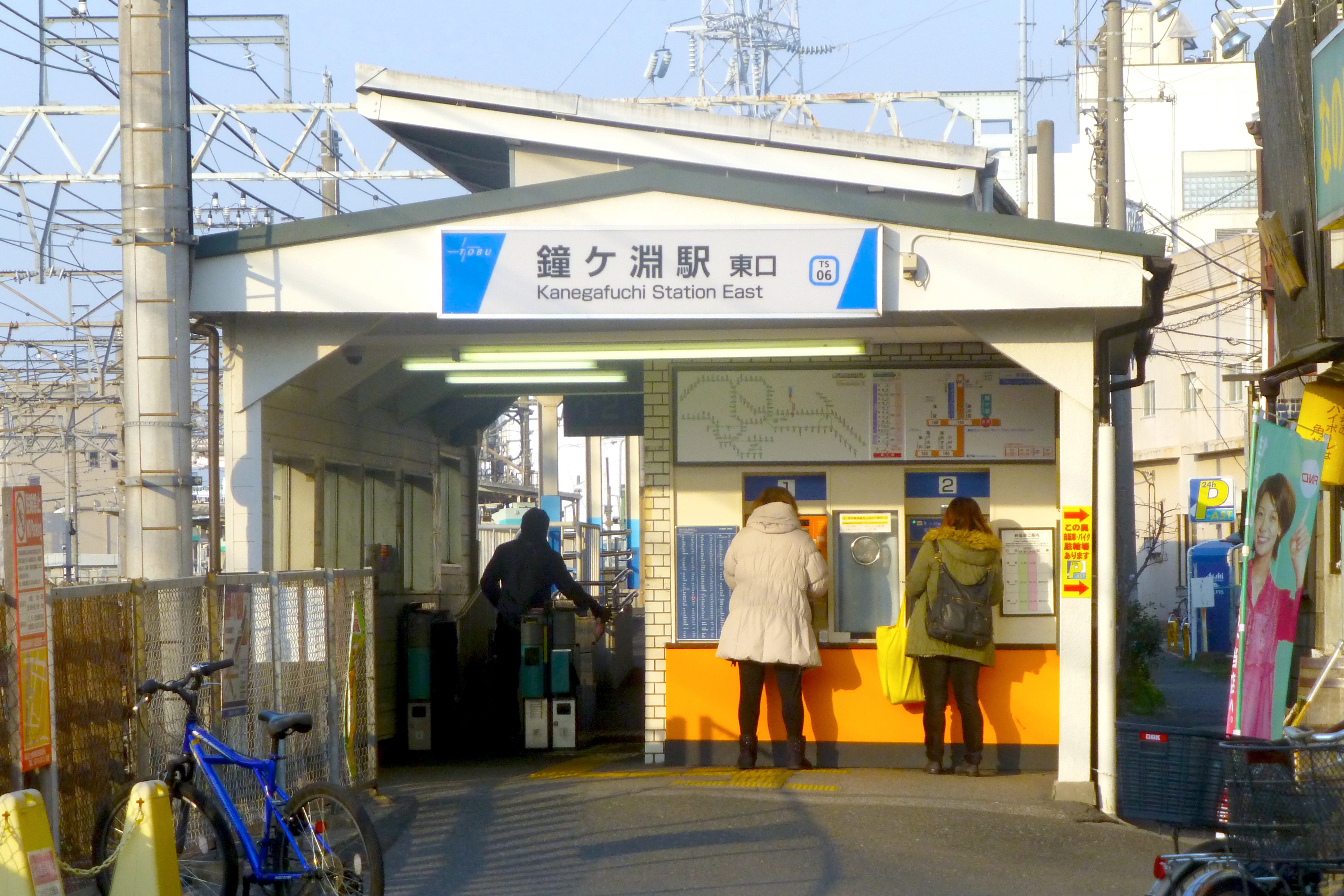
동쪽 개찰구

## 인접역
| 도부 철도 이세사키 선(도부 스카이트리 라인) | 도부 철도 이세사키 선(도부 스카이트리 라인) | 도부 철도 이세사키 선(도부 스카이트리 라인) |
| ------------------------------------------- | ------------------------------------------- | ------------------------------------------- |
| TS 05 히가시무코지마 아사쿠사 방면          | ■ 구간급행 ■ 구간준급 ■ 보통                | 호리키리 TS 07 도부 도부쓰코엔 방면         |